# Championnat du Malawi de football 2001-2002
Navigation
Saison précédente Saison suivante
La saison 2001-2002 du Championnat du Malawi de football est la dix-septième édition de la Super League, le championnat de première division malawite. Elle se déroule sous la forme d’une poule unique avec treize formations, qui s’affrontent à deux reprises. En fin de saison, pour permettre le passage à un championnat à seize équipes, il n'y a pas de relégation et les trois meilleurs clubs de deuxième division sont promus.
C'est le triple tenant du titre, Total Big Bullets qui remporte à nouveau le championnat cette saison, après avoir terminé en tête du classement final, avec douze points d'avance sur Silver Strikers et dix-sept sur MDC United. C'est le septième titre de champion du Malawi de l'histoire du club.

## Les clubs participants
- Total Big Bullets
- Moyale Barracks FC
- CIVO United
- Silver Strikers
- Red Lions Zomba
- Illovo FC
- ADMARC Tigers
- MTL Wanderers
- Michiru Castles[1]
- Blantyre University FC
- Dwanga Sugar Corporation FC
- Super ESCOM
- MDC United

## Compétition

### Classement
| Rang | Équipe                      | Pts | J  | G  | N | P  | Bp | Bc | Diff |
| ---- | --------------------------- | --- | -- | -- | - | -- | -- | -- | ---- |
| 1    | Total Big BulletsT          | 62  | 24 | 20 | 2 | 2  | 66 | 19 | +47  |
| 2    | Silver Strikers             | 50  | 24 | 15 | 5 | 4  | 44 | 23 | +21  |
| 3    | MDC United                  | 45  | 24 | 13 | 6 | 5  | 60 | 35 | +25  |
| 4    | Red Lions Zomba             | 44  | 24 | 13 | 5 | 6  | 44 | 31 | +13  |
| 5    | Moyale Barracks FC          | 41  | 24 | 11 | 8 | 5  | 37 | 28 | +9   |
| 6    | ADMARC Tigers               | 37  | 24 | 10 | 7 | 7  | 33 | 22 | +11  |
| 7    | MTL Wanderers               | 35  | 24 | 9  | 8 | 7  | 44 | 31 | +13  |
| 8    | Michiru Castles FC          | 30  | 24 | 9  | 3 | 12 | 30 | 34 | -4   |
| 9    | Dwanga Sugar Corporation FC | 25  | 24 | 6  | 7 | 11 | 30 | 43 | -13  |
| 10   | Super ESCOM                 | 24  | 24 | 6  | 6 | 12 | 26 | 33 | -7   |
| 11   | CIVO United                 | 21  | 24 | 5  | 6 | 13 | 21 | 42 | -21  |
| 12   | Illovo FC                   | 16  | 24 | 4  | 4 | 16 | 26 | 54 | -28  |
| 13   | Blantyre University FC      | 3   | 24 | 0  | 3 | 21 | 18 | 84 | -66  |

|  | Champion du Malawi 2001-2002 |
|  | T : Tenant du titre          |

## Bilan de la saison
| Championnat du Malawi de football 2001-2002 |                              |
| Champion                                    | Total Big Bullets (7e titre) |
| Qualifications continentales                |                              |
| Ligue des champions de la CAF 2003          | Aucun                        |
| Coupe des Coupes 2003                       | Aucun                        |
| Coupe de la CAF 2003                        | Aucun                        |
| Promotions et relégations                   |                              |
| Promus en Super League                      | Mzuzu University FC          |
| Promus en Super League                      | Blue Eagles FC               |
| Promus en Super League                      | Chilomoni Rangers FC         |
| Relégués en National League                 | Aucun                        |